# Jette Pors
Jette Pors (født 5. maj 1941 i København, død 15. oktober 2013) var en dansk politiker som repræsenterede Centrum-Demokraterne i Folketinget fra 1988 til 1994.
Jette Pors var datter af fabrikant Tido Løvenhøj og Gudrun Løvenhøj. Hun arbejdede som barneplejerske i 1956 og var kontorassistent fra 1956 til 1963. Hun afsluttede en læreruddannelse på Københavns Dag- og Aftenseminarium i 1972 og blev samme år overlærer i Greve Kommune. Hun var skolebibliotekar fra 1975.
Pors blev landsdelssekretær i Centrum-Demokraterne i 1985. Hun var også medlem af Centrum-Demokraternes landsråd, landsstyrelse og præsidium fra 1985 til 1988.
Hun blev opstillet til Folketinget for Centrum-Demokraterne i Falkonerkredsen i Vestre Storkreds i 1987. Ved folketingsvalget i 1987 fik hun 1.953 stemmer (heraf 351 personlige) i Vestre Storkreds hvilket placerede hende som stedfortræder nr. 1 for Centrum-Demokraterne i storkredsen.
Ved næste folketingsvalg i 1988 var hun i stedet opstillet i Køgekredsen i Roskilde Amtskreds. Ved valget opnåede hun 4.273 stemmer (heraf 1.288 personlige), hvilket sikrede hende et tillægsmandat i storkredsen.
I 1989 skiftede hun til Roskildekredsen i Roskilde Amtskreds. Ved folketingsvalget i 1990 fik hun 4.593 stemmer (heraf 973 personlige), hvilket igen gav hende et tillægsmandat i Roskilde Amtskreds. Hun genopstillede ikke ved folketingsvalget 1994.
Jette Pors blev næstformand i Den danske Europabevægelse i Roskilde Amt i 1988. Hun var medlem af Nordisk Råd 1988-1989 og medlem af repræsentantskabet i Statens Kunstfond fra 1988. Hun var næstformand i Folketingets Uddannelsesudvalg fra 1989.